# Deutschhorst
Deutschhorst (auch vormals häufig Deutsch-Horst genannt) ist ein Ortsteil der Gemeinde Wallstawe der Verbandsgemeinde Beetzendorf-Diesdorf im Altmarkkreis Salzwedel in Sachsen-Anhalt.

## Geographie
Das Dorf Deutschhorst liegt etwa 15 Kilometer südwestlich der Kreisstadt Salzwedel in der Altmark. Nördlich des Dorfes fließt die Salzwedeler Dumme. Deutschhorst ist als Rundplatzdorf mit Kirche entstanden und hat im nordöstlichen Teil den Charakter eines Rundlings, nach Südwesten schließt sich eine Gehöftzeile an.
Nachbarorte sind Siedendolsleben im Nordosten, Langenapel im Nordosten, Wiersdorf im Südosten und Dähre im Südwesten.

## Geschichte

### Mittelalter bis Neuzeit
Die erste urkundliche Erwähnung von Deutschhorst als düdeschen horst stammt aus dem Jahre 1443. Weitere Nennungen sind 1443 Düdschen Horst, 1458 dudischen horst, 1687 Teutschenhorst und 1804 Deutsch-Horst, Dorf und Gut mit 12 Feuerstellen. Im Jahr 1693 wird das Dorf als Rittersitz bezeichnet. Später wird Deutschhorst als Dorf und landtagsfähiges Rittergut bezeichnet. Dieser Besitz wurde größtenteils als Nebengut der Familie von dem Knesebeck auf Herrenhaus Langenapel genutzt. Das Adelsgeschlecht bildete bald eine eigene genealogische Familienlinie Langenapel-Deutsch-Horst heraus. Dort prägte sich auch die getrennte Schreibweise Deutsch-Horst heraus. Nachmals war Gut Deutsch-Horst eigenständig. Namhaftester Eigentümer war der kgl. preuß. Oberstleutnant Werner von dem Knesebeck (1855–1916). Sein erster Sohn Jürgen von dem Knesebeck wurde Politiker. Letzter Eigentümer vor dem Verkauf war der zweite Sohn des Oberstleutnants, Paridam von dem Knesebeck (1890–1964), der dann mit Dullerhof in Kärnten in Österreich einen neuen Besitz erwarb. Rittergut Deutsch-Horst mit Vorwerk Nipkendey betrug in der Gesamtgröße 295 ha.
Nach der Familie von dem Knesebeck wurde neuer Gutsherr, vor 1934 schon, der Landwirt Wilhem Gagelmann. Er war ebenso Kreisbauernführer Salzwedel und Vorstandsmitglied der Zuckerfabrik Salzwedel AG. Bei der Bodenreform wurde die Besitzung Gagelmann in Deutschhorst enteignet und die 305 Hektar auf 37 Siedler aufgeteilt.
Der einstige Haltepunkt Deutschhorst lag südwestlich des Dorfes an der Bahnstrecke Salzwedel–Diesdorf.

### Herkunft des Ortsnamens
Heinrich Sültmann übersetzt die Silbe Horst mit Flusstalsandbank oder Insel.

### Eingemeindungen
Deutschhorst gehörte ursprünglich zum Salzwedelischen Kreis der Mark Brandenburg in der Altmark. Von 1807 bis 1813 lag es im Kanton Diesdorf auf dem Territorium des napoleonischen Königreichs Westphalen. Nach weiteren Änderungen kam es 1816 in den Kreis Salzwedel, den späteren Landkreis Salzwedel im Regierungsbezirk Magdeburg in der Provinz Sachsen in Preußen.
Am 17. Oktober 1928 wurde der Gutsbezirk Deutschhorst mit der Landgemeinde Deutschhorst vereinigt. An den fiskalischen, kirchlichen und privat-rechtlichen Besitz änderte sich dadurch nichts, lediglich war der Gutsbezirk juristisch kein eigenständiger Ort mehr. Zudem war schon zuvor die Gerichtsbarkeit der Gutsbesitzer auf die überregionale Justiz- und Kommunalverwaltung übergegangen. So kam das Vorwerk Nipkendey vom Gutsbezirk Deutschhorst als Ortsteil zur Landgemeinde Deutschhorst. Am 1. April 1935 wurden die Gemeinden Deutschhorst (mit Ortsteil Nipkendey) und Wiersdorf im Landkreis Salzwedel zu einer Gemeinde mit dem Namen Wiershorst zusammengeschlossen.
Am 1. Juni 1973 wurde die Gemeinde Wiershorst aus dem Kreis Salzwedel in die Gemeinde Ellenberg eingemeindet. So kamen die Ortsteile Deutschhorst und Nipkendey zu Ellenberg.
Durch den Zusammenschluss von Ellenberg mit anderen Gemeinden zur neuen Gemeinde Wallstawe am 1. Juli 2009 kamen Deutschhorst und Nipkendey schließlich zu Wallstawe.

### Einwohnerentwicklung
| Jahr | Einwohner |
| ---- | --------- |
| 1734 | 21        |
| 1774 | 34        |
| 1789 | 47        |
| 1798 | 42        |
| 1801 | 63        |
| 1818 | 69        |
| 1840 | 84        |

| Jahr | Landgemeinde | Gutsbezirk |
| ---- | ------------ | ---------- |
| 1864 | 31           | 71         |
| 1871 | 33           | 50         |
| 1885 | 31           | 58         |
| 1895 | 31           | 69         |
| 1900 | [00]95       | -          |
| 1905 | 28           | 45         |

| Jahr | Einwohner |
| ---- | --------- |
| 1910 | [00]071   |
| 1925 | 127       |
| 2015 | [00]029   |
| 2018 | [00]026   |
| 2020 | [00]026   |
| 2021 | [00]023   |

| Jahr | Einwohner |
| ---- | --------- |
| 2022 | [00]29    |
| 2023 | [0]26     |

Quelle, wenn nicht angegeben, bis 1925:

## Religion
Die evangelische Kirchengemeinde Deutschhorst, die früher zur Pfarrei Dähre gehörte, wird heute betreut vom Pfarrbereich Osterwohle-Dähre im Kirchenkreis Salzwedel im Bischofssprengel Magdeburg der Evangelischen Kirche in Mitteldeutschland.

## Kultur und Sehenswürdigkeiten
- Die evangelische Dorfkirche Deutschhorst ist ein kleiner rechteckiger Feldsteinbau (Kapelle Deutschhorst) aus dem 15. Jahrhundert.[23]
- Der Friedhof liegt südwestlich des Dorfes.